# O-2觀察機
Douglas O-2是一款於1920年代由道格拉斯飛行器公司製造的觀察機。

## 發展
道格拉斯的觀測飛機系列源自兩架XO-2原型機，其中第一架裝配Liberty V-1650-1發動機，並於1924年秋季進行了試飛。XO-2裝配Packard 1A-1500發動機，但事實證明該引擎並不可靠。美國陸軍航空兵團於1925年訂購了45架O-2，這些飛機保留了XO-2的焊接鋼管機身、木質機翼和整體織物覆蓋物，但同時在前機身上引入了鋁製面板。XO-2曾使用短翼和長翼進行飛行，後者提供了改進的操控性，因此被指定用於生產飛機。固定式尾橇起落架包括分離式主機，水平尾翼面採用支柱支撐，引擎採用隧道式散熱器冷卻。
O-2被證明是一款傳統但非常可靠的雙翼飛機，很快就吸引了另外25架飛機的訂單：18架用於夜間飛行的O-2A和為6架O-2B雙控指揮機，以及一架民用O-2。一架專門為詹姆斯·麥基(英語：James McKee)改裝的O-2BS，他於1926年9月進行了一次橫貫加拿大飛行。1927年，O-2BS被改裝為配備星形發動機的三座飛機。
O-2H是一種全新設計，但基本型號保持不變。主要區別是嚴重交錯的機翼、更緊湊的發動機安裝以及固定在機身上的干淨的起落架。
截至2011年，還沒有已知的O-2存在。然而，2011年，1933年3月16日在德克薩斯州凱莉空軍基地Kelly Field尋找到一架墜毀的O-2H(序列29-163)殘。該機已得到部分的修復，並仍在持續研究。據了解，它是由航空學員查爾斯·D·羅傑斯(英語：Charles D. Rogers)所駕駛，執行夜間偵察高級訓練任務。飛機墜毀後撞上一座小山並燃燒，今天只留下了殘骸，羅傑斯在事故中因撞擊當場死亡。由於機身和發動機都已報廢，殘骸被遺棄。
已知唯一還保留的類似飛機是經過修復的道格拉斯 M-2和O-25的後續衍生型O-38。
道格拉斯O-2M由中國空軍第6、第7和第8轟炸機攻擊機和偵察攻擊機大隊在第二次世界大戰期間與日本帝國軍隊對戰。O-2M大量部署於淞滬會戰、南京保衛戰和太原會戰。由於速度緩慢，O-2M很容易受到日本戰鬥機的攻擊，因此它們要么獨自執行秘密夜間任務，要么在BF2C或霍克II戰鬥機護航下在白天執行任務。日本王牌戰鬥機飛行員松场秋夫在其首次空戰中駕駛著從加賀號航空母艦上起飛的九O式艦上戰鬥機，在為日軍在上海登陸提供空中掩護的同時，宣布他首次擊落O-2M。

## 型號
XO-2兩架預生產的原型機
O-2初始量產版本，共45架
O-2A夜間飛行版本的O-2，共18架
O-2B雙控駕駛版本的O-2，共６架
O-2C與O-2的不同之處在於其Liberty L-12引擎配備了正面散熱器，並改進了油壓支柱起落架。 美國陸軍航空兵團接收18架，其餘27架服役於後備美國國民兵，共共生產45架，一架由O-9改裝而成。
O-2DO-2C的非武裝人員運輸版本，共兩架。
O-2E一種一次性飛機，以剛性支柱取代了生產飛機上下機翼副翼之間的鋼絲連接。[
O-2H機身經過重新設計，並安裝了新的水平尾翼，機翼不等跨交錯排列。 O-2H採用了O-2E的剛性支柱副翼互連結構。 1928年至1930年間，美國陸軍航空兵團接收了101架O-2H，美國國民兵又建造了40架，共141 架。[1]
O-2JO-2H的非武裝雙控駕駛版本，供美國陸軍航空兵團運輸使用 - 共3架。
O-2K略微修改後的O-2J，用於美國陸軍人員的運輸和聯絡任務。為美國陸軍航空兵團建造30架，為美國國民兵建造了20架 - 共50架。
O-2M曾在中華民國空軍服役的O-2的各種出口版本。這些飛機在中國抗日戰爭中被用作偵察轟炸機，在打擊大日本帝國的地面目標方面取得了一些成功。墨西哥空軍也將其與路易士機槍和維克斯機槍一起使用，取得了非常好的效果。
O-2MC中華民國的出口版本，裝配大黃蜂星型引擎，共生產10架
O-2MC-2中華民國的出口版本，裝配湯恩德環包圍的大黃蜂星型引擎，共20架
O-2MC-3中華民國的出口版本，裝配普惠黃蜂星型引擎，共5架
O-2MC-4中華民國的出口版本，共12架
O-2MC-5中華民國的出口版本，裝配普惠黃蜂發動機，共12架
O-2MC-6中華民國的出口版本，裝配Wright R-1820 Cyclone星型引擎，共22架
O-2MC-10中華民國的出口版本， 裝配Wright R-1820-F21星型引擎，共1架
XO-6五架全金屬O-2，由托馬斯·莫爾斯飛機公司於1920年代中期製造。
XO-6BXO-6的輕小量化版本，共1架
O-7三架改裝了Packard 2A-1500直驅引擎的O-2。其中2架後來轉換為O-2，1架轉換為O-2C
O-8一架配備柯蒂斯R-1454星型引擎的O-2。後來成為O-2A
O-9一架改裝了Packard 3A-1500齒輪引擎的O-2。該機類似於 O-7，後來成為O-2A
XO-14一架縮小版的O-2H，裝配萊特 J-5 發動機 。是第一架帶輪制動器的道格拉斯飛機。
XA-2O-2的攻擊機版本，裝配1具V-1410 Liberty發動機，總共有8挺機槍（發動機中的兩挺，上機翼和下機翼各有兩個挺，兩挺安裝在由觀察者操作的環形安裝上）。它在當時的裝備非常精良，並在1926年與柯蒂斯 A-3競爭，但沒有被選中
OD-1兩架自1929年起在美國海軍陸戰隊服役的O-2C
O-22配備後掠式上翼和普惠黃蜂系列發動機的O-2H
O-25配備Curtiss V-1570和改進的機頭的O-2H機身。後來重新命名為XO-25A

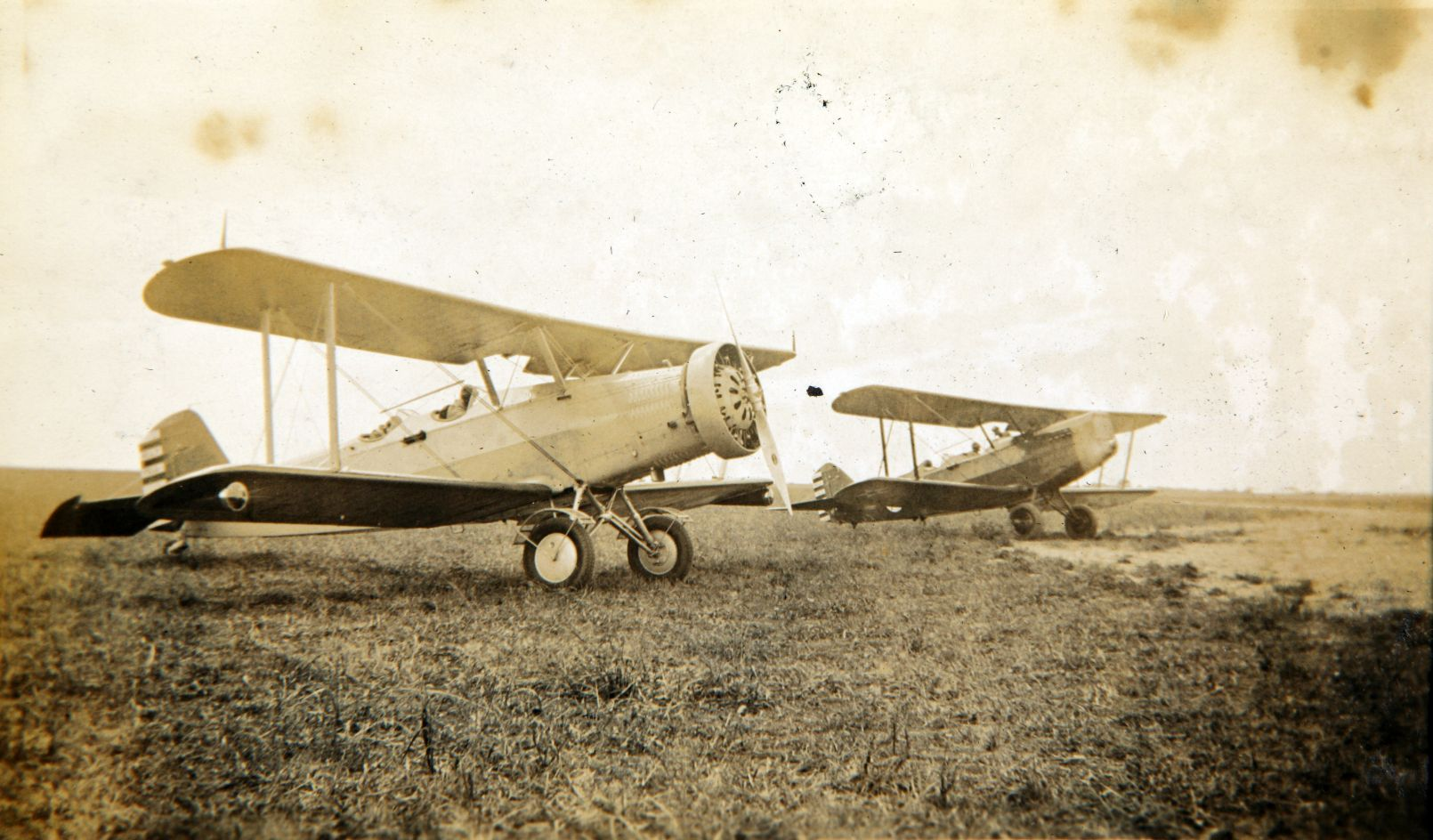
位於德克薩斯州韋科BT-2(左)和BT-1

O-25AO-25的量產版本，共49架
O-25B三架雙控駕駛的非武裝O-25A，用作人員運輸機
O-25C配備Prestone冷卻系統的O-25，共29架
Y1O-29後來改名為O-29A：兩架配備萊特R-1750 旋風發動機的O-2K機身。
O-32改裝配備普惠R-1340-3發動機的O-2K，大多數後來配備了防拖環。
O-32AO-32的量產版本，共30架
YO-34裝配Curtiss V-1570的改裝版O-22
BT-1改裝為基本教練機的O-2K，共30架
BT-2改裝為基本教練機的O-32
BT-2A改裝為基本教練機的O-32A，改裝了30架
BT-2B第一款量產機型，共生產了146架。58架後來改裝為BT-2BI儀表教練機。 兩架改裝為BT-2BR，15架改裝為BT-2BG無線電遙控空中靶機。
BT-2C第二款量產機型，生產了20架。13架改裝為BT-2CI儀表教練機。改裝為BT-2CR無人機。
A-41940 年17架BT-2BR和BT-2BG改裝為無線電遙控空中靶機。這些飛機具有三輪起落架（添加了可轉向的前輪），主起落架向後移動，流線型後座艙和單一控制裝置。
MO-2B三座通用雙翼飛機，源自M系列郵件飛機，儘管名稱為O-2

## 用戶
中國
- 中華民國空軍
  - 第六大隊[9]
    - 第三中隊O-2MC × 9架
    - 第四中隊O-2MC × 9架
    - 第五中隊O-2MC × 9架

 墨西哥
- 墨西哥空軍（英语：Mexican Air Force）

 美国
- 美國陸軍航空兵團
- 美國海軍陸戰隊

## 外部連結
维基共享资源上的相關多媒體資源：O-2觀察機